# Saint-Christol (Ardèche)
Saint-Christol è un comune francese di 116 abitanti situato nel dipartimento dell'Ardèche della regione dell'Alvernia-Rodano-Alpi.

## Società

### Evoluzione demografica
Abitanti censiti